# Johnson (Oklahoma)
Johnson – miasto w Stanach Zjednoczonych, w stanie Oklahoma, w hrabstwie Pottawatomie.